# Copropriété en droit français
 (septembre 2023).
Si vous disposez d'ouvrages ou d'articles de référence ou si vous connaissez des sites web de qualité traitant du thème abordé ici, merci de compléter l'article en donnant les références utiles à sa vérifiabilité et en les liant à la section « Notes et références ».
 (décembre 2023).
La copropriété en droit français est un statut juridique auquel sont soumis des bâtiments d'habitation et leurs terrains immeubles, en France.

Le quartier de La Rouvière (9e arrondissement) à Marseille construit par Xavier Arsène-Henry dans les années 1960, une immense copropriété de 2161 logements et près de 4500 habitants (insee 2012).

Le nombre de logements en copropriété s'élève en France à près de 15,5 millions sur un total de 35,4 millions de logements (INSEE, enquête logement de 2018). La copropriété est un phénomène essentiellement urbain puisque près des 2/3 se trouvent dans des agglomérations de plus de 200 000 habitants et que 30 % des logements en copropriété sont situés dans l'agglomération parisienne.
Selon le droit français, la copropriété fonctionne sous le régime de l'indivision forcée, c'est-à-dire un régime inspiré de la mitoyenneté.
Ce régime particulier de la propriété immobilière s'est imposé du fait du nombre croissant d'immeubles de rapport appartenant, comme il était d'usage quasi général jusqu'au XIXe siècle, à un seul propriétaire, et qui se sont trouvés vendus par lots à des propriétaires différents. Ce cas de figure jadis exceptionnel, devenant commun au cours du XXe siècle, amena le législateur à faciliter la gestion et l'entretien de ces immeubles « divisés » et à encadrer des problèmes nouveaux, inconnus dans les maisons d'autrefois : parties communes, frais d'entretien répartis, etc. En France, le premier texte spécifique à ce nouveau statut fut la loi du 28 juin 1938, remplacée par la loi en vigueur du 10 juillet 1965.
Les plus grandes copropriétés de France, Parly 2 (Le Chesnay et Rocquencourt dans les Yvelines) et Grigny 2 (Grigny dans l'Essonne) avoisinent les 7 500 logements pour la première et 5 000 logements pour la deuxième. La résidence Elysée 2 à La Celle-Saint-Cloud dans les Yvelines présente la particularité d'être une copropriété de 1450 logements autogérée par les copropriétaires, réunis sous forme de syndicat coopératif.
Toutefois, la plupart des copropriétés se limitent à un immeuble. Près de 30 % des copropriétés comptent moins de 10 logements et 70 % d'entre elles ont moins de 30 logements. Les propriétaires occupants sont représentés avec les mêmes droits que les propriétaires bailleurs. C'est en région parisienne que l'on trouve les copropriétés les plus grandes et les plus anciennes.

## Cadre législatif et réglementaire
Textes législatif et réglementaires
- la loi no 65-557 du 10 juillet 1965 modifiée fixant le statut de la copropriété des immeubles bâtis.
- le décret no 67-223 du 17 mars 1967 modifié pris pour l'application de la loi du 10 juillet 1965.
- le décret no 05-240 du 14 mars 2005 relatif aux comptes du syndicat des copropriétaires.
- l'arrêté du 19 mars 2010 modifiant l'arrêté du 2 décembre 1986 relatif aux mesures de publicité des prix applicables dans certains secteurs professionnels (dit « arrêté NOVELLI »)

Le règlement de copropriété précise les spécificités de l'immeuble, notamment l'attribution des lots.

### Règlement de copropriété
Le règlement de copropriété (RC) comporte 2 parties : un état descriptif de division (EDD) en lots de copropriété qui énumère et définit les parties privatives et les parties communes et une partie réglementaire qui détermine leurs conditions d’utilisation. Il fixe les différentes catégories de charges auxquelles chaque lot doit contribuer, en respectant les principes légaux de répartition. Il précise les droits et obligations de chaque copropriétaire, et l’organisation générale de la copropriété.
Lors de l’achat d'un lot, il a la valeur d’un contrat entre l'acquéreur et le Syndicat des Copropriétaires. Comme pour tout contrat, il est recommandé de le lire attentivement et d’en respecter toutes les dispositions.
Règlement de copropriétéGénéralement accompagné d'un état descriptif de division, il est la convention, régie par le droit des contrats, qui détermine la destination et les conditions de jouissance des parties privatives et communes, ainsi que les règles d'administration des parties communes. Ce règlement ne peut pas être modifié sans la tenue d'une assemblée générale.

## Concepts
Statut de la copropriétéIl s'impose aux immeubles bâtis ou groupes d'immeubles bâtis dont la propriété est répartie entre plusieurs personnes par lots comprenant chacun une partie privative et une quote-part de parties communes.

### Du privé et du commun
Parties privativesCe sont les parties des bâtiments et des terrains réservées à l'usage exclusif d'un copropriétaire et sont sa propriété. Ce sont par exemple les appartements, garages, locaux commerciaux, caves, etc.
Parties communesElles sont affectées à l'usage ou à l'utilité de tous les copropriétaires ou de plusieurs d'entre eux ; par défaut : sol, gros œuvre, éléments d'équipement commun, gaines, locaux des services communs, passages. Les droits à construire sont par défaut accessoires aux parties communes.
Générales ou spécialesLes parties communes sont générales si elles sont la propriété de l'ensemble des copropriétaires formant le syndicat des copropriétaires, ou spéciales à certains d'entre eux seulement. La pratique a amené à distinguer en plus les parties communes affectées à l'usage exclusif d'un ou plusieurs copropriétaires par le règlement de copropriété : souvent terrasses, jardinets, combles aménagés en greniers, etc.
Quote-partPar défaut, la quote-part des parties communes d'un lot est déterminée en proportion de la valeur de chaque partie privative par rapport à la valeur de l'ensemble de ces parties. Ces valeurs résultent de la consistance, de la superficie et de la situation des lots lors de l'établissement de la copropriété. Ces quotes-parts sont généralement exprimées par une fraction, le dénominateur formant les tantièmes.
IndivisibilitéLes parties communes sont insécables. Le régime de la copropriété ne peut pas être assimilé à une indivision ou à l'organisation d'une personne morale dont les règles de fonctionnement sont différentes.

### Charges et comptabilité
ChargesLes copropriétaires assument les charges de la copropriété, le règlement de copropriété fixant la part de chaque lot : en fonction de l'utilité apportée à chaque lot pour les services collectifs et les éléments d'équipement commun ; proportionnellement à la valeur relative des parties privatives de chaque lot à l'ensemble pour la conservation, l'entretien et l'administration des parties communes.
Charges directesLes seules charges imputées directement à un seul copropriétaire sont les frais de recouvrement d'une créance justifiée à son encontre et les honoraires du syndic pour l'établissement de l'état daté à l'occasion de la vente d'un lot. À l'inverse, un copropriétaire qui voit son opposition à la copropriété validée en justice n'est pas tenu de participer aux frais de procédure communs.
Modification de la répartition des chargesElle ne peut se faire qu'à l'unanimité des copropriétaires, sauf lorsque la nouvelle répartition est due à des travaux, auquel cas elle est décidée à la même majorité ; ou lors de la subdivision d'un lot, la répartition des charges entre ces fractions devant être approuvée à la majorité simple.

### Définition des acteurs
Syndicat des copropriétairesIl s'agit de l'ensemble des copropriétaires d'un ou plusieurs bâtiments spécifiés dans les statuts. C'est la cellule de base en copropriété, sur le plan administratif, comptable et juridique. Son objet est la conservation de l'immeuble et l'administration des parties communes. Il possède la personnalité civile. Il peut être coopératif si c'est autorisé au règlement de copropriété. Il établit et modifie le règlement si nécessaire. Le syndicat confie sa représentation et son administration à un syndic. Il est responsable des dommages causés aux copropriétaires ou aux tiers par la construction ou l'entretien des parties communes. Plusieurs syndicats contigus peuvent adhérer à une union de syndicats pour la gestion de leurs intérêts collectifs, ou celle de leurs services ou équipements communs, voirie, chaufferie et canalisations communs, gardiennage...).
Patrimoine du syndicatIl a la possibilité d'acquérir ou de se défaire de parties communes ou des droits associés, voire des parties privatives qui le restent, mais sans leur voix.
Assemblée générale des copropriétairesDans toute copropriété c'est l'organe central de la prise de décisions. Elles y sont débattues et lorsqu'elles sont validées elles sont exécutées par un syndic éventuellement contrôlé par un conseil syndical. Un syndic désigné avant la première assemblée générale doit y être confirmé. En l'absence de syndic, un copropriétaire peut saisir le président du tribunal de grande instance pour en faire désigner un.
Syndicat coopératifIl s'agit d'une forme de gestion bénévole, dans laquelle c'est le conseil syndical qui gère son syndicat de façon collégiale. Le conseil syndical est donc obligatoire. C'est en son sein que les conseillers syndicaux élisent leur représentant légal, le président du conseil syndical, ou président-syndic. Il est doté des mêmes fonctions et des mêmes obligations qu'un syndic professionnel. Un vice-président suppléant peut être élu. Ils sont révocables dans les mêmes conditions. L'assemblée générale désigne les personnes pouvant être extérieures pour contrôler les comptes. Cette forme de gestion est décidée à la majorité des copropriétaires, à condition qu'elle soit prévue dans le règlement de copropriété.
Mission du syndic
- faire respecter le règlement de copropriété et les décisions de l'assemblée générale
- administrer l'immeuble, le conserver, le garder, l'entretenir et faire les travaux de sauvegarde urgents
- tenir un carnet d'entretien
- tenir une comptabilité séparée donnant la position de chaque copropriétaire et établir le budget prévisionnel, puis les soumettre au vote
- tous les trois ans, proposer de préparer des travaux d'entretien ou de conservation votés à la majorité de tous
- ouvrir un compte bancaire séparé pour le syndicat, sauf dispense votée à la majorité de tous
- représenter le syndicat civilement et en justice et publier l'état descriptif de division du règlement de copropriété ou leurs modifications
- informer les copropriétaires des moyens de réception de télévision
- ne pas se faire substituer, hors délégation spéciale votée à la majorité de tous.

La justice peut désigner un administrateur provisoire en cas de carence du syndic si le règlement de copropriété ne prévoit rien.
Conseil syndicalIl assiste le syndic et contrôle sa gestion, donne son avis sur tout sujet. Des planchers à partir desquels sa consultation ou la concurrence sont obligatoires sont fixés à la majorité de tous. Tous les documents concernant la copropriété peuvent lui être communiqués. Ses membres sont désignés parmi les copropriétaires sauf le syndic, excepté les syndicats coopératifs. Il élit son président parmi ses membres. Faute de candidature ou de majorité suffisante, le procès-verbal le retranscrivant est notifié à tous dans le mois. Sauf pour un syndicat coopératif, l'institution du conseil syndical peut être abandonnée à la double majorité, la majorité de tous pouvant le rétablir. Les copropriétaires ou le syndic peuvent demander la désignation des membres volontaires du conseil syndical manquant ou constater l'impossibilité de l'instituer. En France, 4 copropriétaires sur 10 déclarent être membres du conseil syndical.
Copropriétaires indivisLes sociétés d'attribution propriétaires d'un lot sont transparentes pour les assemblées : leurs associés y participent et disposent d'un droit de vote correspondant au lot. En cas d'indivision ou d'usufruit d'un lot, les intéressés doivent être représentés par un mandataire commun, désigné judiciairement à la requête de l'un d'eux ou du syndic à défaut d'accord, sauf si le règlement prévoit ce cas.
Syndicat secondaireIl peut être constitué par les copropriétaires des lots d'un des bâtiments s'il y en a plusieurs, en assemblée spéciale à la majorité de tous. Il gère, entretient et améliore en interne ce ou ces bâtiments, en conformité avec le règlement; cet objet pouvant être étendu à la majorité simple de l'assemblée de l'ensemble. Doté de la personnalité civile, il est représenté au conseil syndical du syndicat principal s'il existe.
DivisionS'il y a plusieurs bâtiments et que la division du sol est possible, les copropriétaires (même un seul) dont les lots constituent un bâtiment, réunis en assemblée spéciale et à la majorité des voix de tous, peuvent demander que le leur soit retiré du syndicat initial et constitue une propriété séparée. Ceci est décidé à la majorité des voix du syndicat initial, de même que les conditions de cette division. L'assemblée du nouveau syndicat adapte le règlement initial (sauf la destination de l'immeuble) et la répartition des charges à la majorité simple. À la majorité simple, le syndicat initial peut constituer une union de syndicats pour la création, la gestion et l'entretien des éléments d'équipements communs. Le règlement initial reste applicable jusqu'à l'établissement d'un nouveau. Une fois ces décisions prises, la division prend effet et le syndicat initial est dissous.
Union de syndicatsUn ou plusieurs syndicats d'un même ensemble immobilier peuvent adhérer à une union de syndicats, groupement doté de la personnalité civile. Pour ses membres, l'union de syndicats crée, gère et entretient des équipements et des services communs. Outre les syndicats de copropriétaires, les sociétés immobilières, les sociétés d'attribution contigus et leurs voisins peuvent en devenir membres. Ses statuts déterminent son fonctionnement. Ils ne peuvent interdire à l'un de ses adhérents de se retirer. L'adhésion est décidée à la majorité de tous. Le retrait est décidé à la majorité double. Les syndics en qualité de mandataires de leur syndicat, les représentants des sociétés et les propriétaires adhérents constituent l'assemblée de l'union. Un président de l'union désigné par son assemblée exécute ses décisions lorsqu'elles ont été approuvées lors des assemblées générales de ses membres. Un conseil de l'union, composé d'un représentant de chaque membre, assiste le président et contrôle sa gestion. Les syndicats membres restent décisionnaires sur les propositions de l'union.
Union de syndicats coopératifsStructure à ne pas confondre avec celle de l'union de syndicats, il s'agit d'une union de prestation de services "à la carte" pour les adhérents, syndicats coopératifs ou non professionnels ou ASL, même s'ils ne sont pas contigus. En Assemblée Générale les adhérents peuvent choisir dans une liste les services proposés, destinés à faciliter leur gestion. Contrairement à l'union "ordinaire", l'union de syndicats coopératifs ne dispose pas de pouvoirs de gestion. Le conseil d'administration de cette union est composé de représentants des syndicats élus en assemblée générale.

## Principes de fonctionnement

### Définitions comptables
Justificatifs des chargesLe syndic les tient à la disposition des copropriétaires au moins un jour ouvré entre la convocation de l'assemblée générale et sa tenue, les modalités étant définies par l'assemblée générale.
Dettes d'un copropriétaireSi elles ont moins de cinq ans, une hypothèque légale sur son lot les garantit, pouvant être inscrite par le syndic après mise en demeure infructueuse, puis en consentir la mainlevée en cas d'extinction. S'il règle sa dette, le copropriétaire défaillant peut en demander la mainlevée en référé. Elles sont également garanties par le privilège  du bailleur portant sur les meubles du copropriétaire ou les loyers de son locataire. Un privilège immobilier spécial du syndicat est prévu comme garantie.
Provisions du budget prévisionnelSi elle n'est pas versée au jour dit et après une mise en demeure de trente jours, toutes les provisions restantes deviennent immédiatement exigibles. Le copropriétaire défaillant peut être condamné en référé au versement de ces provisions, et ses propres débiteurs peuvent être recherchés.
Révision de la répartition des chargesUn copropriétaire peut la demander pour un écart de plus d'un quart avec la répartition par défaut si le règlement de copropriété a moins de cinq ans, ou dans les deux ans de la première vente d'un lot depuis son établissement.12 Le règlement de copropriété est opposable à partir de sa publication au fichier immobilier.
Budget prévisionnelIl est voté chaque année dans les six mois après fin de l'exercice comptable précédent. Il est établi pour faire face aux dépenses courantes de maintenance, de fonctionnement et d'administration. Sauf vote différent, les provisions sont versées par les copropriétaires par quart le premier jour de chaque période (habituellement le premier jour de chaque trimestre).
Travaux exceptionnelsIl s'agit des travaux qui ne sont pas compris dans le budget prévisionnel. Ils doivent faire l'objet préalablement à leur exécution d'une délibération en Assemblée Générale des copropriétaires. La délibération suivie d'un vote définit les conditions de réalisation ainsi que les appels de fonds nécessaires au financement des travaux.
Selon la nature des travaux, le vote de la résolution doit être obtenu à des majorités différentes.
Tenue comptableElle est établie selon des règles comptables spécifiques : c'est une comptabilité d'engagement utilisant un plan comptable normalisé. Les comptes sont présentés en comparant avec l'exercice précédent, comprenant le budget prévisionnel et ses annexes, les charges et produits, la situation de trésorerie. Ces règles sont assouplies pour les petites copropriétés. Les syndics bénévole sont également censés tenir une comptabilité saine pour justifier l'usage des fonds.

### Règles de majorité
La prise de décision en assemblée générale nécessite un vote selon les règles définies par la loi pour la décision prise.
Droits de voteLe règlement de copropriété détermine les règles et les pouvoirs des assemblées générales. Les droits de vote d'un copropriétaire correspondent à sa part dans les parties communes, excepté lorsqu'il en possède plus de la moitié auquel cas sa voix est limitée à 50 %. Un copropriétaire peut déléguer ses droits, mais son mandataire ne peut pas recevoir plus de trois délégations, sauf si le total de ses voix n'excède pas 5 % du total ou s'il participe à l'assemblée d'un syndicat principal et si ses mandants proviennent d'un même syndicat secondaire. Le syndic ne peut pas présider l'assemblée ni recevoir une délégation.
  Majorité simpleLes décisions de l'assemblée générale sont habituellement prises à la majorité des voix exprimées, notamment pour l'accessibilité aux personnes handicapées qui n'affectent pas la structure de l'immeuble ou ses équipements essentiels, y compris l'autorisation donnée à un copropriétaire seul. Pour l'entretien des parties ou équipements à la charge de certains copropriétaires seulement, le règlement peut prévoir qu'eux seuls votent à ces sujets, proportionnellement à leurs dépenses.
  Majorité de tousLa majorité des voix des copropriétaires est nécessaire pour les décisions :
- Délégation de pouvoir de prendre une décision prise à la majorité simple
- autorisation d'un copropriétaire à effectuer des travaux affectant les parties communes ou l'aspect extérieur de l'immeuble
- désignation ou révocation le syndic et les membres du conseil syndical
- conditions d'aliénation des parties communes (ou de leurs droits accessoires) légalement obligatoires
- modalités des travaux légalement obligatoires
- modification de la répartition des charges due à un changement d'usage d'une partie privative
- travaux d'économie d'énergie amortissables en moins de 10 ans : isolation, climatisation, chauffage, eau chaude (si ce n'est pas à la majorité simple)
- pose de canalisations, de gaines, ouvrages de mise aux normes de salubrité, de sécurité et d'équipement dans les parties communes
- suppression des vide-ordures pour l'hygiène
- installation ou modification dans les parties communes d'une antenne collective ou d'un réseau de télécommunications
- autorisation permanente à la police ou à la gendarmerie de pénétrer dans les parties communes
- installation ou modification d'un réseau d'électricité de charge de véhicules électriques
- installation de compteurs d'eau divisionnaires
- travaux à effectuer de sécurisation des parties communes

Majorité de tous non atteinteSi seulement un tiers des voix de tous les copropriétaires s'y sont ralliés, la décision peut être immédiatement prise à la majorité simple. Si ce tiers n'a pas été atteint, une nouvelle assemblée peut être convoquée dans les trois mois pour statuer à la majorité simple.
Double majoritéDécisions prises à la majorité des membres du syndicat représentant au moins les deux tiers des voix :
- autres acquisitions et aliénations immobilières
- modification ou établissement du règlement de copropriété concernant la jouissance, l'usage et l'administration des parties communes
- autres travaux de transformation, addition ou amélioration (si la majorité des deux tiers a été atteinte, mais pas la majorité des membres, une nouvelle assemblée peut être convoquée pour statuer à la majorité des deux tiers seule)
- individualisation de la fourniture d'eau(loi SRU)
- modalités d'accès aux immeubles, devant permettre les activités autorisées par le règlement

L'assemblée ne peut pas imposer à un copropriétaire une modification à la destination ou aux modalités de jouissance de ses parties privatives telles que définies au règlement. Il faut l'unanimité pour aliéner des parties communes nécessaires à la destination de l'immeuble.

### Autres définitions juridiques
Changement de syndicL'ancien syndic doit remettre dans le mois la situation de trésorerie, les fonds disponibles et les documents et archives du syndicat. Dans les deux mois suivants, il doit verser le solde des fonds après apurement des comptes, et fournir l'état des comptes des copropriétaires et du syndicat. Sinon, la remise des pièces et des fonds avec intérêts pourra être demandée en référé.
Vente d'un lotLe vendeur doit présenter un certificat du syndic de moins d'un mois attestant qu'il ne doit rien au syndicat. Sinon, le notaire doit notifier le syndic de la vente dans la quinzaine. Le syndic peut alors utiliser son privilège spécial et obtenir le paiement s'imputant sur la vente de ses créances justifiées dans la quinzaine suivante.
Pacte de relance pour la villePour son application, les aliénations de parties communes et les travaux sur celles-ci, sont décidées à la double majorité.
Actions en justiceLe syndicat peut s'y défendre et demander à y faire valoir ses droits, y compris contre un copropriétaire. À Marseille, un jeu, le Taudis-Poly a été créé pour traiter de la question des co-propriétés insalubres et des logements indignes.
Répartition des cessionsEn fonction des quotes-parts de chaque lot.
ExpropriationElle se fait lot par lot, et sur les parties communes en utilisant la répartition précédente.

### Question technologique
La loi peut prévoir pour certaines technologies une obligation de considérer le point en assemblée générale ou des règles de vote spécifiques (article 24 et 25 notamment).
Reprise de la TNTL'assemblée doit étudier la proposition du distributeur de télévision de diffuser les chaînes numériques en clair en l'absence d'accès à la télévision numérique terrestre hertzienne, adoptée à la majorité simple.
Fibre optiqueL'assemblée doit étudier la proposition d'un opérateur de télécommunications d'installer à ses frais un réseau de desserte par fibre optique qui n'existe pas encore, adoptée à la majorité simple.

### Assemblée générale
C'est l'organe délibératif du syndicat.
L'assemblée générale permet aux copropriétaires de prendre toute décision utile se rapportant à la gestion de l'immeuble : entretien, chauffage, aménagement, recouvrement des créances, choix du Syndic, etc.
Le syndicat se réunit en assemblée générale au moins une fois par an. L'assemblée générale est l’organe d’expression du syndicat des copropriétaires. Elle est constituée de l’ensemble des copropriétaires, sans exception. Chaque copropriétaire détient autant de voix qu’il possède de quotes-parts de propriété au sol. Elle seule a pouvoir de décision, par le vote. Elle suit des règles obligatoires de convocation, de quorum, d'ordre du jour et de majorité.
En fonction des questions les votes se font selon des règles de majorité différentes (cf. article 24 et suivants de la loi du 10 juillet 1965) :
- la majorité des présents ou représentés à l'assemblée (définie par l'article 24 et l'article 25b de la loi du 10 juillet 1965),
- la majorité de l'ensemble des copropriétaires (définie par l'article 25 de la loi du 10 juillet 1965),
- la majorité renforcée ou double majorité ; majorité des copropriétaires représentant au moins les 2⁄3 des voix (article 26 de la loi du 10 juillet 1965),
- certaines questions doivent recueillir l'unanimité des voix du syndicat notamment les aliénations de parties communes (article 26 dernier alinéa de la loi du 10 juillet 1965).

## Rôle des acteurs de la copropriété
On différencie copropriétaire et syndicat des copropriétaires.
Les copropriétaires d'un immeuble sont l'ensemble des personnes propriétaires d'un lot au sein de l'immeuble, lot comprenant des parties privatives et une quote-part des parties communes. La Loi du 10 juillet 1965 fixant le statut de la copropriété des immeubles bâtis, a prévu que la qualité de copropriétaire entraîne de droit celle de membre d'une collectivité : le syndicat des copropriétaires. Sur le territoire français, 7 copropriétaires sur 10 ne sont propriétaires que d'un seul bien: leur résidence principale.
Le syndicat des copropriétaires est une personne morale distincte de la personne de chacun des copropriétaires. Ainsi, si les décisions sont prises par le collectif : le syndicat des copropriétaires, ce n'est qu'à l'issue de la convocation de chacun des copropriétaires au vote des décisions au sein d'un organe unique : l'assemblée générale des copropriétaires.
Les décisions prises lors de l'assemblée générale des copropriétaires engagent le syndicat des copropriétaires. Elles doivent donc être exécutées, mais pas par le syndicat des copropriétaires qui n'est pas le représentant des copropriétaires. La Loi du 10 juillet 1965 a donc prévu que l'administration de la copropriété, comportant l'obligation d'exécuter les décisions du syndicat des copropriétaires, soit gérée par une autre personne : le syndic.
Le copropriétaire est le « propriétaire d’un lot ou de plusieurs lots », chacun composé d'une partie privative, dont il jouit librement et d'une quote-part sur les parties communes. Chaque lot est attribué à un copropriétaire. Le copropriétaire n'a aucune obligation d'habiter son logement. Il peut être à sa convenance résident ou bailleur. De même, s'il est résident, il peut à sa convenance faire usage de son logement à titre de résidence principale ou à titre de résidence secondaire.

### Syndic de copropriété

#### Définition du syndic de copropriété professionnel
Le syndic professionnel, pour exercer son activité, doit remplir un certain nombre de conditions et d'obligations.

##### Les qualités requises
Syndic professionnel est une profession réglementée par la Loi du 2 janvier 1970. Ainsi, le syndic professionnel doit être titulaire de la carte professionnelle de « gestion immobilière », délivrée pour une période de 10 ans par le préfet du lieu d'exercice.
La délivrance de cette carte est soumise d'une part à la justification cumulative de diplôme et/ou d'expérience professionnelle, d'une garantie financière, et d'une assurance civile professionnelle. D'autre part la personne souhaitant exercer la profession de syndic professionnel, ne doit pas être frappée d'incapacité. Le contenu de ces conditions sont précisées dans la loi.
L'encadrement légal de la profession de syndic professionnel permet d'assurer aux copropriétés administrées des garanties importantes au plan des obligations et de la responsabilité. Pour exercer concrètement son activité dans une copropriété, le syndic professionnel doit faire l'objet d'une désignation.

##### La désignation contractuelle
Le syndic professionnel est désigné par la copropriété pour exercer son activité. Cette désignation se réalise à l'occasion de la rédaction du règlement de copropriété, par décision de l'assemblée générale des copropriétaires, ou encore par décision judiciaire.
Dans tous les cas, la désignation du syndic professionnel est de nature contractuelle, le règlement de copropriété étant une convention et les décisions devant être formalisées par un contrat. Le syndic professionnel et le syndicat des copropriétaires sont donc liés par un contrat, qui prévoit notamment la rémunération du syndic professionnel. La loi précise que le contrat stipule aussi la durée des fonctions du syndic professionnel, qui ne peut excéder 3 ans.
Le lien contractuel existant entre le syndic professionnel et le syndicat des copropriétaires se présente comme un contrat singulier : le contrat de mandat, qui comporte des obligations et une responsabilité particulières.

##### Le contrat de mandat du syndic
Le contrat liant le syndic professionnel et le syndicat des copropriétaires, a pour effet de désigner le syndic professionnel comme représentant légal du syndicat des copropriétaires dans l'administration de la copropriété. Cette situation se rapproche des termes de l'article 1984 du Code civil relatif au mandat, qui « est un acte par lequel une personne donne à une autre le pouvoir de faire quelque chose pour le mandant et en son nom ».
Contrat de confiance par excellence, le mandat exige que le pouvoir donné soit exécuté strictement et dans l'intérêt du mandant : c'est la mission du mandataire. Le contrat représente quant à lui la volonté des parties, qui s'obligent l'une envers l'autre.
Le contrat de mandat commande donc au syndic professionnel de répondre non seulement à des obligations, mais aussi de remplir sa mission dans l'intérêt du syndicat des copropriétaires qu'il représente. À défaut, le syndic professionnel peut engager sa responsabilité à l'occasion de l'exercice de ses fonctions.

##### Les fonctions du syndic
Dans le cadre du contrat de mandat, le syndic professionnel a pour obligation essentielle de faire exécuter les dispositions du règlement de copropriété ainsi que les décisions du syndicat des copropriétaires prises lors de l'assemblée générale. Pour cela le syndic professionnel peut faire des actes et signer des contrats avec des tiers, au nom du syndicat des copropriétaires.
Le syndic professionnel doit en outre remplir des obligations légales d'administration de la copropriété, comme ouvrir un compte séparé au nom du syndicat des copropriétaires, tenir la comptabilité de la copropriété et rendre compte de sa gestion, convoquer l'ensemble des copropriétaires à l'assemblée générale, préparer et présenter annuellement le budget prévisionnel de la copropriété.
Le syndic professionnel est aussi doté de pouvoirs propres, comme gérer le personnel employé par le syndicat des copropriétaires, faire réaliser en cas d'urgence des travaux nécessaires à la sauvegarde de l'immeuble. Dans ce dernier cas, il s'agit même d'un devoir du syndic professionnel.
L'ensemble des obligations et pouvoirs impartis au syndic professionnel doivent être remplis dans l'intérêt du syndicat des copropriétaires qu'il représente. À défaut, il peut engager sa responsabilité sur plusieurs plans.
Le syndic est donc l'organe exécutif du syndicat des copropriétaires. Il a notamment la charge de la gestion courante de l'immeuble et de ses équipements communs. Il est le mandataire dans la gestion courante du syndicat des copropriétaires. Il n'est pas le représentant de chaque copropriétaire pris individuellement. Le syndic est désigné par l'Assemblée générale des copropriétaires. Son mandat a une durée maximale de trois ans.
Il exerce plusieurs missions :
1. il exécute les décisions de l'assemblée générale, applique les dispositions du règlement de copropriété et de manière plus générale les dispositions de la loi no 65-557 du 10 juillet 1965 fixant le statut de la copropriété des immeubles bâtis et son décret d'application.
2. il administre la copropriété dans les actes de dispositions courantes :
  1. souscription des contrats de fourniture et d'entretien,
  2. engagement du personnel,
  3. gestion comptable (appels prévisionnels de charges dans le cadre du budget adopté par l'Assemblée générale, recouvrement des charges de copropriété).
  4. règlement des fournisseurs ;
3. il représente le syndicat des copropriétaires dans tous les actes civils et en justice.
4. il assure les missions d'urgence (sauvegarde en cas de péril de la copropriété et pourvoit à sa conservation). Il s'agira notamment des travaux urgents.
5. il prépare et convoque l'Assemblée générale annuelle des copropriétaires en liaison avec le Conseil Syndical.

Depuis la loi du 13 décembre 2000 (SRU), le syndic est chargé d'ouvrir un compte bancaire ou postal séparé au nom du syndicat, à moins que l'assemblée générale n'en décide autrement lorsque l'immeuble est géré par un syndic professionnel. En outre, le syndic est chargé d'établir et de mettre à jour un carnet d'entretien de l'immeuble : tout futur acquéreur d'un lot pourra prendre connaissance de ce carnet et mieux apprécier les charges susceptibles de lui incomber.

#### Responsabilité du syndic professionnel
Dans l'exercice de sa mission, le syndic professionnel peut omettre ou mal remplir ses obligations, dépasser le cadre de ses pouvoirs, ou encore commettre des fautes. Ces situations peuvent engager sa responsabilité à l'égard du syndicat des copropriétaires, des copropriétaires, mais aussi des tiers à la copropriété.

##### Situations concrètes pouvant engager la responsabilité
Les tribunaux reconnaissent un certain nombre de situations où le syndic professionnel a failli à ses obligations, ou encore commis des fautes, engageant sa responsabilité. Ainsi, le défaut d'assurance de l'immeuble constitue une grave négligence de la part du syndic professionnel, qui engage sa responsabilité.
Sont reconnues comme des fautes du syndic professionnel l'omission ou la mauvaise exécution des obligations légales d'administration de la copropriété, comme l'absence de budget prévisionnel annuel, le défaut de convocation annuelle à l'assemblée générale, ou encore la comptabilité anormalement tenue. Ces fautes relatives à des obligations imparties au syndic professionnel, engagent encore une fois sa responsabilité.
L'exercice de l'activité de syndic professionnel peut donc présenter des situations où sa responsabilité va être recherchée et mise en œuvre, sur le fondement contractuel ou délictuel.

##### Mise en œuvre de la responsabilité contractuelle
Lié par un contrat avec le syndicat des copropriétaires qu'il représente, le syndic professionnel est tenu d'exécuter correctement ses obligations. À défaut, il peut causer un préjudice au syndicat des copropriétaires, prenant la forme de la perte d'un droit. L'existence d'un préjudice oblige celui qui en est responsable à le réparer.
Le syndic professionnel devra donc indemniser la personne lésée : le syndicat des copropriétaires, du fait de sa responsabilité. Lorsque le syndic professionnel dépasse le cadre de ses pouvoirs, il engage aussi sa responsabilité envers le syndicat des copropriétaires qu'il devra indemniser de tout préjudice subi. Enfin, le syndic étant un professionnel, il est tenu d'une obligation d'information et de conseil envers le syndicat des copropriétaires. Le syndic professionnel devra donc réparer tout préjudice causé au syndicat des copropriétaires, par ses manquements à cette obligation.
Dans le cas de la mise en œuvre de la responsabilité contractuelle du syndic professionnel, seul le syndicat des copropriétaires a qualité pour agir en justice. Une limite existe toutefois dans cette mise en œuvre.

##### Limite de cette mise en œuvre
Lorsque ses fonctions prennent fin, le syndic professionnel doit faire voter à l'assemblée générale des copropriétaires l'approbation des comptes et le quitus. Il s'agit de deux décisions distinctes, l'une concernant la tenue de la comptabilité de la copropriété par le syndic professionnel et l'autre les initiatives de celui-ci dans l'administration de la copropriété.
Si par son vote l'assemblée générale approuve les comptes et donne quitus au syndic professionnel sans réserve et en l'absence d'irrégularité, le syndicat des copropriétaires perd son droit à agir en responsabilité contre le syndic professionnel. La tenue de la comptabilité et les initiatives du syndic professionnel, quand bien même celui-ci aurait dépassé le cadre de ses pouvoirs ou commis des fautes, sont considérées comme ratifiées et reprises à son compte par le syndicat des copropriétaires.
Dans ce cas, les copropriétaires ont tout de même qualité pour agir en justice contre le syndic professionnel, s'ils ont subi un préjudice par son fait. Cette action concerne toutefois un autre fondement juridique : la responsabilité délictuelle.

##### Mise en œuvre de la responsabilité délictuelle
Le contrat de mandat étant signé entre le syndicat des copropriétaires et le syndic professionnel, les copropriétaires sont des tiers au contrat. S'ils subissent un préjudice du fait du syndic professionnel, les copropriétaires ne peuvent donc engager sa responsabilité contractuelle pour être réparés. Ils doivent alors agir individuellement en justice contre le syndic professionnel, sur le fondement de la responsabilité délictuelle.
Cette responsabilité est définie par l'article 1240 du Code civil comme : « Tout fait quelconque de l'homme, qui cause à autrui un dommage, oblige celui par la faute duquel il est arrivé à le réparer. ». Le copropriétaire doit donc justifier d'un préjudice direct et personnel, causé par la faute du syndic professionnel, pour être indemnisé.
La responsabilité délictuelle du syndic professionnel peut aussi être mise en œuvre dans les mêmes conditions, par des tiers à la copropriété.

### Conseil syndical
Le conseil syndical est un organe délibératif constitué par un petit nombre de Copropriétaires élus lors de l'assemblée générale. Chaque copropriétaire peut postuler à cette fonction bénévole. Le conseil syndical, organe émanant des copropriétaires, représente les copropriétaires auprès du syndic et assure le contrôle de la gestion du syndicat. Son rôle principal est de faciliter la relation entre les copropriétaires et le syndic, qui est l'administrateur de la copropriété. Pour exercer sa mission, le conseil syndical a accès à tous les documents se rapportant à la gestion et à l'administration de la copropriété et peut en demander copie au syndic.
Pour assurer une liaison efficace, le conseil syndical est généralement invité à désigner un président, dont le rôle est d'émettre l'avis des membres du conseil syndical auprès du syndic. Dans certaines copropriétés, le président du conseil syndical tient un rôle public de représentant des copropriétaires.
La mission du conseil syndical par la voix de son président(e) est d’assister le syndic et de contrôler sa gestion. Il a uniquement en théorie, un rôle consultatif et n’a pas de pouvoir de décision en tant que tel.
Cependant, conformément à l'article 21 de la loi du 10 juillet 1965, l'assemblée générale fixe un montant d'engagement de dépenses à partir duquel la consultation par le syndic du conseil syndical est rendue obligatoire (hors cas d'urgence). Cette disposition permet donc au Conseil Syndical d'exercer un droit de regard sur toute dépense exceptionnelle. Il peut ainsi exercer pleinement ses fonctions d'arbitrage dans la gestion de la Copropriété.
Le conseil syndical, afin d'assurer son rôle d'indépendance du syndic, peut, si besoin, se faire assister d’un technicien ou conseil de son choix, dont les honoraires sont à la charge de l’ensemble de la copropriété.
En complément des dépenses pour lesquelles il doit remettre un avis au Syndic avant engagement, sa capacité à pouvoir prendre un avis indépendant du syndic confère au rôle du conseil syndical un véritable pouvoir décisionnel, mais sans contrepartie d'engagement de responsabilité (ce qui ne va pas toujours sans poser de questions dans la gestion des conflits inter-copropriétés).

### Résident, bailleur et locataire
Un résident est celui qui réside dans l'immeuble. Il est soit copropriétaire soit locataire. Il a la jouissance de l'immeuble. Il n'est membre du Syndicat des copropriétaires que s'il est propriétaire d'un lot.
Tout copropriétaire est libre de louer son logement à un locataire, à condition que le locataire n'y exerce pas une activité contraire à la destination de l'immeuble qui est indiquée dans le règlement de copropriété. À savoir :
- Immeuble d'habitation exclusivement bourgeoise : habitation uniquement.
- Immeuble d'habitation bourgeoise : habitation et professions libérales uniquement.
- Immeuble mixte : habitation, professions libérales, commerces.

Tout locataire verse un loyer au propriétaire du logement dans le cadre d'un contrat passé entre lui et le copropriétaire. Les locataires sont libres de se constituer en association pour exposer leurs projets au Syndicat des copropriétaires, et les défendre.
Un bailleur est un copropriétaire qui met son (ou ses logements) à la disposition de locataire(s).

## Forces et faiblesses
Au lendemain de la seconde guerre mondiale, les pouvoirs publics encouragent le développement de la construction (loi de 1948, Plan Courant), en particulier sous la forme d'immeubles construits de manière industrialisée. Certains de ces immeubles forment alors les premières grandes copropriétés, dépassant les 100 lots. La loi de 1938, qui prévoit que les décisions de travaux soient prises à l'unanimité, s'avère caduque. La législation de la copropriété est donc modifiée en profondeur en 1965. La loi de 1965 est toujours en vigueur aujourd'hui. Âprement défendue par les experts de la copropriété, elle n'a fait l'objet que de modifications minimes.

### Forces du régime de copropriété
Le régime de copropriété permet à une personne d'être propriétaire d'un logement privé enclavé à l'intérieur d'un autre domaine privé (les parties communes), sur lequel il a des droits de propriété, d'usage et de gestion. Le financement du logement est à la charge du propriétaire, mais le financement des parties communes est partagé entre tous les bénéficiaires. Le fonctionnement entre les différents acteurs est régi par la Loi. Cette loi est l'un des textes législatifs les plus complets et les plus finement rédigés du droit français.
Telles sont les principales forces du régime de la copropriété. Cependant, ce régime connaît certaines limites.

### Faiblesses du régime de copropriété
Le régime de copropriété présente des limitations: conflictualité, complexité par emboîtement, dégradation, inertie ds status.
L’abondante jurisprudence qui est née de ce statut montre le caractère conflictuel de l'habitat en copropriété. Les contentieux portent sur l'usage des parties communes, les troubles de voisinage et les dépenses d'entretien. L'individualisme s'accommode mal de ce système, d'autant que, conformément aux priorités instituées par la loi, les juges privilégient la continuité de la gestion de l'immeuble et la défense des intérêts collectifs et non les intérêts individuels. Par ailleurs, l'application stricte du droit de copropriété a conduit à la création d'un système où les copropriétaires n'ont pas de droit de regard sur les transactions des autres copropriétaires, conduisant à la constitution d'une collectivité forcée entre des copropriétaires aux intérêts souvent divergents : propriétaires aux niveaux de revenus différents, propriétaires bailleurs ou occupants, stratégies patrimoniales de certains bailleurs et des accédants et stratégie purement locative de certains bailleurs, cohabitation de logements, commerces et professions libérales, etc.
La loi de 1965 s'applique à toutes les copropriétés, qu'elles comportent 2 lots ou 1 500. Elle permet également l’emboîtement de plusieurs structures juridiques (par exemple, plusieurs immeubles gérés par des syndicats secondaires, regroupés en deux copropriétés, elles-mêmes regroupées dans une association syndicale libre). Ces deux éléments expliquent en partie la complexité que peut représenter la gestion de certaines copropriétés. (notion de poupées russes?)
Certaines copropriétés sont confrontées à un phénomène de dégradation (on parle alors de copropriétés dégradées) : bâtiment non entretenu, charges importantes, impayés, précarisation des habitants (locataire et copropriétaires), baisse des valeurs immobilières. La copropriété ne pouvant faire faillite, certaines atteignent des plafonds d'endettement très important - plusieurs fois leur budget annuel de fonctionnement. Ce phénomène est souvent attribué à la pauvreté des ménages qui y résident. Les recherches existantes montrent au contraire que ce sont les difficultés de la copropriété qui entraînent la paupérisation de leurs occupants,.
Enfin, le statut des copropriétés est essentiellement tourné vers la gestion courante des immeubles, mais ne permet généralement pas leur évolution. C'est un droit de l'immobilisme. En effet, le niveau élevé de majorité requise pour diviser une copropriété ou aliéner une partie commune, de même que les séparations entre parties privatives et parties communes qui ne donnent pas la possibilité à la collectivité des copropriétaires d'intervenir sur les lots privatifs, empêche généralement toute évolution de celle-ci. Ainsi, la réorganisation de grands ensembles de copropriétés s'avère généralement impossible. Sur ce même constat, le groupe de travail « bâtiments existants » du Grenelle de l'Environnement prévoit-il d'introduire dans la loi, pour faciliter les rénovations thermiques des immeubles, la notion de « travaux privatifs d'intérêt commun ».

## Copropriétés en difficulté
Lorsque des difficultés se concentrent dans une copropriété, celle-ci peut se retrouver dans un état similaire à la faillite, bien qu'il n'existe pas, en droit français, de faillite de copropriété à proprement parler (l'article 29-6 exclut les copropriétés du champ du livre VI du code de commerce). Les causes de difficultés des copropriétés peuvent être diverses : départ des propriétaires les plus solvables au profit de propriétaires moins solvables (phénomènes de génération, chute du marché local du logement, programme immobilier mal mené, etc.), sinistre (incendie, problème de stabilité du bâti, vieillissement, etc.), augmentation des charges (énergie, etc.), question d'environnement (environnement urbain, installation d'une nuisance, etc.), mauvaise gestion, arrivée de « marchands de sommeil » (bailleurs cherchant une rentabilité locative à court terme sans souci de valorisation patrimoniale), etc. Ces facteurs de dégradation peuvent se combiner les uns aux autres.
La copropriété peut alors entrer dans une spirale de difficultés : les impayés de charges conduisent à un mauvais entretien et donc une dégradation du bâti, qui à son tour entraîne une dévalorisation immobilière et le départ des accédants solvables et des investisseurs « patrimoniaux » au profit d'accédants impécunieux et/ou de marchands de sommeil, ceci conduisant à une accentuation des impayés de charges et ainsi de suite.
Le développement du phénomène des copropriétés en difficulté a amené les pouvoirs publics à réfléchir aux moyens d'adapter ce régime. Même si le législateur hésite à modifier en profondeur une loi pour laquelle il imagine mal ce qui pourrait la remplacer, ce mouvement d'adaptation s'est amplifié ces dernières années (plus de dix lois depuis 1996 ont modifié le texte de 1965, presque autant que dans les 30 années précédentes).
De même les pouvoirs publics ont longtemps été tentés de ne pas intervenir dans un parc privé qu'ils ne considéraient pas de leur ressort. Il a fallu que l'on assiste à des dérives graves de grands ensembles en copropriété comme à Clichy-sous-Bois et à Montfermeil (d'où sont parties les émeutes de 2005) ou à Villiers-le-Bel, Sevran, etc. pour que, tardivement, le problème soit pris en compte et que la légitimité d'une intervention publique en copropriété soit reconnue. Aussi, ce n'est que depuis 1994, près de 30 ans après la loi de 1965, que les pouvoirs publics ont institué une série de dispositifs destinés à pallier les difficultés des copropriétés : OPAH de copropriété en difficulté (1994), administration provisoire (1994), plan de sauvegarde (1996), carence (2003, modifié en 2009), mandataire ad hoc (2009). Toutefois, ces dispositifs ont été institués au « coup par coup » et sont encore mal coordonnés entre eux, et pour l'essentiel peu utilisés.

### Les mesures de traitement des difficultés des copropriétés
Deux types de dispositifs peuvent être distingués :
1- les dispositifs judiciaires : ils sont à l'initiative du juge judiciaire après saisine. Il s'agit de l'administration provisoire, du mandataire ad hoc et de la carence (bien que, dans ce dernier cas, la possibilité de saisine du juge est soit restreinte aux pouvoirs publics locaux, soit soumise à leur accord) ;
2- les dispositifs administratifs : ils sont à l'initiative des pouvoirs publics. Il s'agit de l'OPAH de Copropriété en Difficulté et du plan de sauvegarde.
Ces dispositifs sont essentiellement à but curatif (ils visent à traiter des difficultés avérées) même si la mesure du mandataire ad hoc instaurée en 2009 tend vers une idée de prévention des difficultés. Ce dernier dispositif est également le seul qui soit d'application automatique (seuil d'impayés fixé par la loi), alors que l'application des autres dispositifs est à l'appréciation, selon le cas, du juge ou des pouvoirs publics. Ils sont soit incitatifs (pas de modification des prérogatives des organes de gestion), soit coercitifs (administration provisoire et carence).
La description des dispositifs ci-dessous est dans l'ordre croissant des difficultés qu'elles sont censées traiter, de la prévention avant que les difficultés graves ne surviennent au traitement des cas les plus graves. Toutefois, ce classement est sujet à caution. Les dispositifs n'ayant pas été rédigés de façon coordonnée et leur mise en œuvre étant d'initiative variée, cet ordre est fréquemment mis en cause dans la pratique. Par ailleurs, pour une même copropriété, plusieurs dispositifs peuvent coexister (par exemple, un plan de sauvegarde à l'initiative des pouvoirs publics et une administration provisoire à l'initiative du juge, saisi par le syndic ou des copropriétaires).
Le Mandat ad hoc :
- Procédure instaurée par la loi no 2009-323 du 25 mars 2009 de mobilisation pour le logement et la lutte contre l'exclusion
- Cas concernés : lorsqu'à la clôture des comptes les impayés atteignent 25 % des sommes exigibles en vertu des articles 14-1 et 14-2 (dépenses courantes et travaux)
- Principe : si les impayés sont trop importants, le juge nomme un mandataire ad hoc qui, en trois mois (renouvelables) réalise un rapport, fait des préconisations et des actions de médiations ou de négociations. Les préconisations sont mises à l'ordre du jour de l'assemblée générale. À part cette dernière obligation et l'imputation des frais, la procédure est incitative et ne modifie pas les prérogatives des organes de gestion de la copropriété.
- Procédure : le juge est saisi par le syndic ou, s'il est inactif pendant un mois, par les copropriétaires (au moins 15 % des droits de vote), ou encore par des fournisseurs impayés de la copropriété. Il nomme le mandataire ad hoc. Le rapport du mandataire est adressé au syndic, au conseil syndical, au maire ou au président de l'intercommunalité et au préfet. Le syndic inscrit à l'ordre du jour de la prochaine assemblée générale les projets de résolution nécessaires à la mise en œuvre de ce rapport.
- Financements : aucun financement public spécifique existant. Le coût est réparti par le juge entre la copropriété et le syndic ou, le cas échéant, les créanciers qui l'ont saisi.

L'OPAH de copropriétés en difficultés (ou OPAH Copropriété ou OPAH de copropriété dégradée) :
- Procédure instaurée par la Circulaire du 7 juillet 1994 du ministère du Logement et du ministère des Affaires sociales, de la Santé et de la Ville relative aux OPAH concernant des ensembles immobiliers en copropriété ayant de graves difficultés sur les plans techniques, social et financier. Dans le cadre de l'article L.303-1 du Code de la construction et de l’habitation relatif aux opérations programmées d’amélioration de l’habitat (OPAH).
- Cas concernés : la circulaire vise les cas « de graves difficultés sur les plans technique, social et financier ». Dans la pratique, la procédure concerne des difficultés avérées, mais généralement moins graves que le plan de sauvegarde.
- Principe : sur un ensemble de copropriétés présentant des difficultés, une collectivité locale met à disposition, avec l'aide de l'État, une équipe et des financements nécessaires à redresser ces copropriétés. La procédure est incitative et ne modifie pas les prérogatives des organes de gestion de la copropriété.
- Procédure : dans un premier temps, un diagnostic est réalisé par la collectivité locale. À la suite du diagnostic, une convention est signée entre l'État, l'ANAH et la collectivité fixant les mesures envisagées. L'opération dure 5 ans. Une équipe opérationnelle spécifique est embauchée par la collectivité (en régie ou, plus généralement, par un marché public) afin de suivre et animer le projet. Cette équipe assiste les copropriétés dans leur redressement.
- Financements : des financements spécifiques de l'État (ANAH ou ANRU selon le cas) sont prévus pour l'ingénierie et les travaux. Des cofinancements de la Caisse des Dépôts et Consignations, des collectivités locales ou du 1 % logement peuvent exister.

L'administration provisoire :
- Procédure instaurée par la loi no 94-624 du 21 juillet 1994 relative à l'habitat et modifiée en 2000 (loi SRU), 2003 (loi Borloo) et 2009 (loi Boutin).
- Inscrite dans la loi no 65-557 du 10 juillet 1965 fixant le statut de la copropriété des immeubles bâtis aux articles 29-1 à 29-6.
- Cas concernés : « Si l'équilibre financier du syndicat des copropriétaires est gravement compromis ou si le syndicat est dans l'impossibilité de pourvoir à la conservation de l'immeuble » (art. 29-1)
- Principe : le juge nomme un administrateur provisoire et lui confie les pouvoirs du syndic et tout ou partie des pouvoirs de l'assemblée générale et du conseil syndical avec pour mission de redresser la copropriété. Une image consiste à dire que l'on remplace la démocratie directe de la loi de 1965 par une dictature absolue de l'administrateur provisoire.
- Procédure : la saisine est faite par les copropriétaires (au moins 15 % des droits de vote), le syndic ou le procureur. Le juge définit la mission à l'administrateur provisoire, sa durée (au moins 1 an) et l'étendue de ses pouvoirs (en général tous les pouvoirs, à l'exception de celle de disposer de l'immeuble). L'administrateur doit remettre un rapport intermédiaire dans les 6 mois (sauf quand sa mission suit un mandat ad hoc). Outre les pouvoirs conférés par l'ordonnance du juge, l'administrateur peut demander au juge la suspension des poursuites au syndicat ou la scission de la copropriété.
- Financements : des financements spécifiques de l'État (ANAH ou ANRU selon le cas) sont prévus pour l'ingénierie et les travaux. Des cofinancements de la Caisse des Dépôts et Consignations, des collectivités locales ou du 1 % logement peuvent exister. Ils sont plus importants quand l'immeuble est en plan de sauvegarde et en OPAH copropriété.

Le plan de sauvegarde :
- Procédure instaurée par la loi no 96-987 du 14 novembre 1996 relative à la mise en œuvre du pacte de relance pour la ville et modifiée par la loi no 2000-1208 du 13 décembre 2000 relative à la solidarité et au renouvellement urbains.
- Codifiée aux articles L615-1 à L615-5 du code de la construction et de l'habitation (ainsi qu'aux articles R615-1 et suivants du même code pour la partie réglementaire).
- Cas concernés : ils ne sont pas définis par les textes, mais la nature des problèmes à traiter cités par la loi, ainsi que la lourdeur de la procédure et le montant des financements publics, a conduit, dans la pratique, à réserver cette procédure aux cas de difficultés importantes.
- Principe : il s'agit d'une procédure incitative qui ne modifie en rien les pouvoirs des organes de gestion de la copropriété, autour d'un « plan de sauvegarde visant à restaurer le cadre de vie des occupants et usagers ». Ce plan de sauvegarde, listant l'ensemble des mesures à prendre, est mis en œuvre pendant 5 ans.
- Procédure : un premier arrêté préfectoral nomme une commission dans laquelle sont représentés les pouvoirs publics et les partenaires privés, en premier lieu les représentants de la copropriété. Cette commission élabore un plan de sauvegarde. Dans un deuxième temps, le plan de sauvegarde est approuvé par un deuxième arrêté préfectoral et est appliqué pendant 5 ans (2 ans avant la loi SRU de 2000). Les mesures concernent : les structures d'administration ; les statuts des équipements publics; les travaux ; la formation et l'information des occupants ; des mesures d'accompagnement.
- Financements : des financements spécifiques de l'État (ANAH ou ANRU selon le cas), plus importants que pour l'OPAH copropriété, sont prévus pour l'ingénierie et les travaux. Des cofinancements de la Caisse des Dépôts et Consignations, des collectivités locales ou du 1 % logement peuvent exister.

La carence :
- Procédure instaurée par la loi no 2003-710 du 1er août 2003 d'orientation et de programmation pour la ville et la rénovation urbaine et fortement modifiée par la loi no 2009-323 du 25 mars 2009 de mobilisation pour le logement et la lutte contre l'exclusion
- Codifiée aux articles L615-6, L615-7 et L615-8 du Code de la Construction et de l'Habitation
- Cas concerné : Quand l'immeuble « est, en raison de graves difficultés financières ou de gestion et de l'importance des travaux à mettre en œuvre, dans l'incapacité d'assurer la conservation de l'immeuble ou la sécurité des occupants ».
- Principe : la gravité des difficultés justifie une expropriation dérogatoire du droit commun de l'expropriation, mettant fin à l'existence de la copropriété. C'est presque une « liquidation » de la copropriété.
- Procédure : le maire ou le président de l'intercommunalité peut saisir le juge qui, après expertise, peut déclarer l'état de carence de la copropriété. À la suite de ce jugement, l'immeuble ou les immeubles sont expropriés dans des conditions dérogatoires au droit de l'expropriation (modifications de 2009). La procédure est en effet simplifiée et l'utilité publique est acquise (sans enquête publique) avec la seule ordonnance du juge et du projet simplifié. Le projet simplifié prévoit soit la réhabilitation aux fins d'habitation ou autre, soit la démolition totale ou partielle. Ensuite, l'expropriation se déroule de façon similaire au droit commun (arrêté de déclaration d'utilité publique, arrêté de cessibilité, indemnisation des propriétaires…).
- Financements : des financements spécifiques de l'État (ANAH ou ANRU selon le cas) sont prévus. Des cofinancements de la Caisse des Dépôts et Consignations, des collectivités locales et du 1 % logement peuvent exister.